# Rafael Isasi Ransome
Rafael Isasi Ransome (Londres, 1853 - Palma, 1948). Militar i arqueòleg.
D'ascendència andalusa, s'establí a Mallorca a finals del segle xix, essent capita de la Bateria de Muntanya. Va recórrer l'illa i es va interessar per les restes prehistòriques. Bon dibuixant, va realitzar nombrosos dibuixos de detalls arquitectònics, des del gòtic al barroc. Va ser director del Museu de la Societat Arqueològica Lul·liana (1936-1948) i Comissari Provincial d'Excavacions Arqueològiques. Amb Joan Llabrés inicià les excavacions arqueològiques de Pol·lència. El 1971 el Museu de Mallorca li dedicà una exposició-homenatge.
Donà suport a l'aixecament militar contra la Segona República i formà part, com a vocal, de la Comissió Depuradora Provincial del Magisteri, duent a terme una persecució implacable dels mestres que havien manifestat simpaties per l'esquerra o pel mallorquinisme polític o, fins i tot, simplement cultural. En especial, va denunciar i demanar mesures contra els mestres que havien signat la Resposta als Catalans, manifest que el juny de 1936 havia reclamat una major aproximació cultural entre les Balears i Catalunya. Isasi va proposar que aquests mestres fossin desterrats durant tres mesos a una província castellana, els casats, i durant sis mesos els fadrins, i que sols passats aquests mesos poguessin retornar a les illes. El 31 de gener de 1937, a la Junta General de la Societat Arqueològica Lul·liana, Isasi va protestar perquè la convocatòria havia estat feta en mallorquí, dient que amb el Moviment Nacional del General Franco sols hi havia d'haver una Espanya única i aquesta havia de ser governada amb déu. En un moment en què els empresonaments i afusellaments sense judici eren habituals, les posicions d'Isasi, com les dels germans Miquel i Llorenç Villalonga, contribuïren a estendre el terror en l'àmbit cultural.